# Handball-Bundesliga (mannen) 2014/15
De Handball-Bundesliga 2015/16 is de 50e seizoen van de hoogste Duitse handbalcompetitie voor mannenteams.
THW Kiel werd kampioen van Duitsland hiermee behaalde de club zijn twintigste landstitel. GWD Minden, TSG Friesenheim, HC Erlangen en SG BBM Bietigheim degradeerde na dit seizoen terug naar de 2. Handball-Bundesliga.

## Teams
| Ploeg                    | Plaats             | Deelstaat           | Hal                           |
| ------------------------ | ------------------ | ------------------- | ----------------------------- |
| HBW Balingen-Weilstetten | Balingen           | Baden-Württemberg   | Sparkassen-Arena              |
| Bergischer HC            | Wuppertal Solingen | Noordrijn-Westfalen | Uni-Halle Klingenhalle        |
| Füchse Berlin            | Berlijn            | Berlijn             | Max-Schmeling-Halle           |
| SG BBM Bietigheim        | Bietigheim         | Baden-Württemberg   | EgeTrans Arena                |
| HC Erlangen              | Erlangen           | Beieren             | Arena Nürnberger Versicherung |
| SG Flensburg-Handewitt   | Flensburg          | Sleeswijk-Holstein  | Campushalle                   |
| TSG Friesenheim          | Ludwigshafen       | Rijnland-Palts      | Friedrich-Ebert-Halle         |
| Frisch Auf Göppingen     | Göppingen          | Baden-Württemberg   | EWS Arena                     |
| VfL Gummersbach          | Gummersbach        | Noordrijn-Westfalen | Eugen-Haas-Halle              |
| TSV Hannover-Burgdorf    | Hannover           | Nedersaksen         | AWD Hall                      |
| HSV Hamburg              | Hamburg            | Hamburg             | O2 World Hamburg              |
| THW Kiel                 | Kiel               | Sleeswijk-Holstein  | Sparkassen-Arena              |
| TBV Lemgo                | Lemgo              | Noordrijn-Westfalen | Lipperlandhalle               |
| SC Magdeburg             | Maagdenburg        | Saksen-Anhalt       | Bördelandhalle                |
| MT Melsungen             | Melsungen          | Hessen              | Rothenbach-Halle              |
| GWD Minden               | Minden             | Noordrijn-Westfalen | Kreissporthalle               |
| TuS Nettelstedt-Lübbecke | Lübbecke           | Noordrijn-Westfalen | Kreissporthalle               |
| Rhein-Neckar Löwen       | Mannheim           | Baden-Württemberg   | SAP Arena                     |
| HSG Wetzlar              | Wetzlar            | Nedersaksen         | RITTAL Arena                  |

## Stand
| Pos | Club                     | Wed | W  | G | V  | Pnt | DV   | DT   | +/−  |
| --- | ------------------------ | --- | -- | - | -- | --- | ---- | ---- | ---- |
| 1   | THW Kiel                 | 36  | 32 | 1 | 3  | 65  | 1095 | 854  | +241 |
| 2   | Rhein-Neckar Löwen       | 36  | 31 | 1 | 4  | 63  | 1093 | 876  | +217 |
| 3   | SG Flensburg-Handewitt   | 36  | 24 | 6 | 6  | 54  | 1025 | 887  | +138 |
| 4   | SC Magdeburg             | 36  | 23 | 2 | 11 | 48  | 1074 | 994  | +80  |
| 5   | Frisch Auf Göppingen     | 36  | 19 | 4 | 13 | 42  | 976  | 961  | +15  |
| 6   | MT Melsungen             | 36  | 18 | 4 | 14 | 40  | 1060 | 997  | +63  |
| 7   | Füchse Berlin            | 36  | 18 | 4 | 14 | 40  | 997  | 1004 | −7   |
| 8   | HSG Wetzlar              | 36  | 14 | 6 | 16 | 34  | 958  | 952  | +6   |
| 9   | HSV Hamburg              | 36  | 16 | 2 | 18 | 34  | 992  | 1006 | −14  |
| 10  | VfL Gummersbach          | 36  | 15 | 4 | 17 | 34  | 979  | 1007 | −28  |
| 11  | HBW Balingen-Weilstetten | 36  | 14 | 3 | 19 | 31  | 900  | 990  | −90  |
| 12  | TuS Nettelstedt-Lübbecke | 36  | 12 | 5 | 19 | 29  | 996  | 1018 | −22  |
| 13  | TSV Hannover-Burgdorf    | 36  | 11 | 7 | 18 | 29  | 981  | 1019 | −38  |
| 14  | Bergischer HC            | 36  | 12 | 4 | 20 | 28  | 982  | 1064 | −82  |
| 15  | TBV Lemgo                | 36  | 11 | 5 | 20 | 27  | 1042 | 1037 | +5   |
| 16  | GWD Minden               | 36  | 12 | 1 | 23 | 25  | 950  | 1003 | −53  |
| 17  | TSG Friesenheim          | 36  | 12 | 1 | 23 | 25  | 920  | 1064 | −144 |
| 18  | HC Erlangen              | 36  | 9  | 5 | 22 | 23  | 901  | 1008 | −107 |
| 19  | SG BBM Bietigheim        | 36  | 6  | 1 | 29 | 13  | 917  | 1097 | −180 |

| Kleur | Kwalificatie voor                                                    |
| ----- | -------------------------------------------------------------------- |
| 0     | Landskampioen van Duitsland, gekwalificeerd voor de Champions League |
| 0     | Gekwalificeerd voor de Champions League                              |
| 0     | Gekwalificeerd voor de EHF Cup                                       |
| 0     | Degradeert naar de 2. Handball-Bundesliga                            |

## Uitslagen
|                          | BAL   | BRG   | BER   | BIE   | ERL   | FLE   | FRI   | GÖP   | GUM   | HSV   | HAN   | KIE   | LEM   | LÜB   | MAG   | MEL   | MIN   | RNL   | WET   |
| ------------------------ | ----- | ----- | ----- | ----- | ----- | ----- | ----- | ----- | ----- | ----- | ----- | ----- | ----- | ----- | ----- | ----- | ----- | ----- | ----- |
| HBW Balingen-Weilstetten |       | 25–24 | 26–35 | 25–24 | 31–22 | 20–20 | 33–30 | 24–30 | 29–28 | 22–21 | 31–27 | 22–21 | 33–28 | 23–23 | 25–32 | 28–23 | 28–25 | 27–32 | 22–24 |
| Bergischer HC            | 22–18 |       | 30–25 | 33–27 | 32–27 | 36–31 | 27–30 | 28–28 | 28–26 | 35–30 | 31–31 | 20–32 | 31–30 | 28–27 | 24–25 | 28–29 | 32–30 | 24–23 | 28–28 |
| Füchse Berlin            | 30–23 | 32–23 |       | 33–32 | 26–26 | 29–32 | 30–24 | 24–22 | 30–27 | 28–25 | 28–29 | 27–38 | 30–27 | 30–30 | 32–27 | 27–24 | 32–23 | 20–30 | 32–24 |
| SG BBM Bietigheim        | 25–29 | 32–25 | 22–24 |       | 24–26 | 30–38 | 24–26 | 29–25 | 23–21 | 28–34 | 24–28 | 25–37 | 22–34 | 24–32 | 23–30 | 23–35 | 27–23 | 22–32 | 28–25 |
| HC Erlangen              | 28–27 | 25–25 | 28–28 | 24–24 |       | 22–22 | 37–26 | 24–29 | 25–24 | 34–31 | 32–29 | 22–36 | 31–25 | 25–30 | 19–28 | 28–31 | 19–23 | 27–25 | 22–20 |
| SG Flensburg-Handewitt   | 32–18 | 40–27 | 36–27 | 31–25 | 27–17 |       | 29–23 | 34–26 | 32–26 | 29–24 | 32–26 | 26–22 | 24–24 | 25–21 | 26–30 | 29–22 | 27–24 | 26–29 | 27–21 |
| TSG Friesenheim          | 28–27 | 30–29 | 26–31 | 26–20 | 27–26 | 23–27 |       | 23–29 | 26–24 | 30–23 | 27–24 | 20–33 | 25–24 | 25–40 | 24–32 | 29–35 | 28–24 | 22–30 | 23–29 |
| Frisch Auf Göppingen     | 32–28 | 31–27 | 29–27 | 27–17 | 25–21 | 26–34 | 33–25 |       | 23–23 | 26–23 | 25–22 | 25–29 | 28–27 | 27–19 | 33–36 | 26–31 | 29–28 | 22–33 | 23–22 |
| VfL Gummersbach          | 31–25 | 31–28 | 27–26 | 35–29 | 24–21 | 24–32 | 30–24 | 27–31 |       | 27–27 | 29–29 | 26–32 | 29–28 | 29–27 | 28–27 | 26–32 | 27–32 | 27–32 | 23–21 |
| HSV Hamburg              | 26–28 | 21–20 | 33–25 | 28–23 | 34–24 | 20–24 | 33–25 | 30–29 | 32–31 |       | 23–23 | 19–20 | 28–32 | 34–26 | 33–29 | 31–30 | 28–25 | 25–26 | 28–31 |
| TSV Hannover-Burgdorf    | 29–23 | 39–31 | 26–31 | 36–29 | 35–33 | 25–25 | 27–19 | 29–29 | 26–26 | 30–36 |       | 26–28 | 31–27 | 35–28 | 24–28 | 22–26 | 26–20 | 23–31 | 28–26 |
| THW Kiel                 | 37–18 | 32–17 | 32–18 | 40–27 | 23–22 | 30–26 | 29–21 | 28–21 | 33–27 | 29–19 | 34–25 |       | 33–29 | 24–21 | 34–22 | 32–23 | 24–23 | 23–23 | 32–25 |
| TBV Lemgo                | 21–21 | 34–26 | 28–29 | 37–30 | 29–23 | 26–30 | 32–32 | 22–26 | 26–28 | 45–26 | 27–23 | 27–21 |       | 27–35 | 23–30 | 33–30 | 38–21 | 28–39 | 26–26 |
| TuS Nettelstedt-Lübbecke | 30–33 | 34–31 | 26–35 | 32–24 | 28–23 | 26–31 | 24–26 | 29–27 | 29–31 | 28–34 | 25–25 | 24–31 | 35–35 |       | 29–25 | 28–28 | 23–26 | 25–27 | 27–26 |
| SC Magdeburg             | 27–19 | 38–32 | 30–26 | 37–25 | 31–26 | 29–26 | 36–28 | 32–32 | 33–28 | 25–26 | 34–28 | 26–32 | 36–24 | 26–32 |       | 37–33 | 28–22 | 27–32 | 33–30 |
| MT Melsungen             | 31–20 | 40–28 | 31–24 | 33–25 | 37–23 | 22–22 | 31–25 | 27–32 | 26–27 | 23–26 | 29–26 | 32–41 | 35–30 | 32–23 | 26–28 |       | 35–25 | 28–31 | 28–28 |
| GWD Minden               | 31–24 | 28–30 | 30–21 | 35–27 | 29–25 | 22–31 | 33–26 | 24–26 | 25–29 | 36–30 | 31–22 | 23–32 | 23–30 | 29–27 | 35–26 | 25–25 |       | 25–37 | 24–30 |
| Rhein-Neckar Löwen       | 36–25 | 30–24 | 34–21 | 35–25 | 35–18 | 23–20 | 37–21 | 26–20 | 29–24 | 28–26 | 32–20 | 28–29 | 35–34 | 35–25 | 24–23 | 32–26 | 28–23 |       | 27–20 |
| HSG Wetzlar              | 25–20 | 25–18 | 24–24 | 26–29 | 28–26 | 22–22 | 32–27 | 29–24 | 29–30 | 32–25 | 29–27 | 29–32 | 32–25 | 22–28 | 31–31 | 29–31 | 27–25 | 31–27 |       |